# Adam Matuszczyk
Adam Matuszczyk   (Gliwice, 14 de febrer de 1989) és un futbolista polonès que juga a l'Eintracht Braunschweig i és membre de selecció polonesa.